# Rune Johansson (jurist)
Rune Johansson, född 1946, är en svensk jurist som var lagman i Bollnäs tingsrätt från 1997 till 2004 och i Trelleborgs tingsrätt 2004 till 2005, därefter verksam i Ystads tingsrätt.
Johansson utsågs till rådman i Falu tingsrätt 21 juni 1990 från att tidigare varit chefsjurist vid Vägverket, för att från 1994 inneha ett långtidsvikariat som rådman vid Mora tingsrätt Från 1997 till 2004 var han lagman i Bollnäs tingsrätt, och 2004-2005 i Trelleborgs tingsrätt.